# But A Whimper
But A Whimper – pierwszy minialbum amerykańskiego zespołu Ramallah wydany 26 listopada 2002 nakładem Bridge Nine Records.

## Utwory
1. „Introduction”	 – 0:26
2. „Ramallah” – 2:09
3. „Sleep” – 1:51
4. „Al-Shifa” – 1:45
5. „Who Am I?” – 2:26
6. „Interlude” – 2:19
7. „Beauty” – 0:33
8. „True Crime” – 2:23

Utwory dodatkowe na reedycji z 2004
10. „If I Die” – 2:23
11. „What Difference Does It Make? (cover The Smiths)

## Twórcy
Skład zespołu
- Rob Lind (Blood for Blood) – śpiew, gitara elektryczna, gitara basowa, muzyka, teksty[6]
- Neil „The Brute” Dike (Blood for Blood) – perkusja

Inni zaangażowani
- Jacob Bannon alias Atomic! ID (Converge) – dodatkowy śpiew w utworach 2, 4, 6, okładka, ilustracje
- Linas Garsys – dodatkowe ilustracje
- Jeff Lipton – mastering (Peerless Mastering)
- Kurt Ballou – produkcja, inżynieria